# Чартизам
Чартизам је био масовни покрет британских радника и занатлија за изборну реформу. Назив је добио по народној повељи (чартер) у којој су садржани захтеви које су чартисти упутили енглеском парламенту.

## Настанак и циљеви чартизма
Чартизам је избио 1835. године. Следеће године, група радника на чијем челу је био столар Ловет (1800—1877) основала је Лондонско удружење радника, које је себи поставило за циљ борбу за опште бирачко право и друге демократске реформе. 28. фебруара 1837. године на великом радничком митингу које је удружење сазвало, састављена је петиција парламенту. Петиција је садржала следеће захтеве:
- Опште бирачко право (за мушкарце са навршеном 21. годином)
- Годишњи избори
- Тајно гласање
- Изједначење изборних округа
- Укидање имовинског цензуса за посланичке кандидате и давање двевница посланицима

Дана 8. маја 1838. године објављена је народна повеља (People's Charter) која је садржала тих шест тачака у облику законског пројекта. Тако је отпочео чартристички покрет. 
Из Лондона се агитација у прилог Народне повеље почела брзо ширити по читавој Енглеској. 14. маја објављена је народна петиција присталица нове парламентарне реформе, коју су саставили представници "Бирмингамског политичког савеза". У петицији су изложили тежак положај народних маса у Енглеској и указало на то да је томе била узрок њихова политичка бесправност: "Народ је гајио наду да ће га Акт о реформи из 1832. године излечити ако не од свих његових болести, а оно бар од већине тих болести. Народ је био горко разочаран и подло преварен. Акт о реформи само је пренео државну власт са једне властољубиве климе на другу, а народ је остао онако исто беспомоћан као и раније". 
Активно учешће у чартизму узео је и Лидс у коме је радничка организација 1838. године преименована у Велики северни савез под руководством Фергјуса О'Конора, родом из Ирске. Од почетка чартистички покрет био је масовног карактера. Образовани су митинзи од по четрдесет до педесет, а некад и по сто хиљада учесника. Они су углавном одржавани ноћу под светлошћу буктиња, пошто је радницима било забрањено да дању напуштају радна места. Свештеник Стефенс, један од најпознатијих присталица чартизма, позивао је народ на оружани устанак. Увек је своје говоре завршавао речима "Наоружајте се, наоружајте се, наоружајте се". 
Борбени карактер чартистичких митинга изазивао је велику узнемиреност у владиним круговима. 12. децембра 1838. године влада је забранила ноћна окупљања.

## Чартистички конвент 1839. године и подела чартиста
Дана 4. фебруара 1839. године у Лондону је отворен први општи конгрес чартистичких делегата који је узео назив Свеопштег конвента индустријских класа. Он се састојао од 53 човека. У његовом саставу огледало се социјално шаренило покрета у првом периоду његове историје. Ту су били три судије, шест новинара, два свештеника, два лекара, неколико ситних дућанџија и трговаца и неколико радника. За секретара конвента био је изабран Вилијам Ловет. 
Убрзо, чланови конвента се одвајају у две странке: "физичке силе" и "моралне силе". Прве су се залагале за примену свих метода како би се остварили циљеви, укључујући и општи штрајк и оружани устанак, док су се други залагали за мирне и легалне методе. На челу физичких сила био је Фергјус О'Конор, а на челу моралних сила Ловет. 
Узбуђење маса постајало је све веће. Власти су саме изазивале сукоб хапшењем истакнутих чланова конвента. 4. јула у Бирмингаму је дошло до уличних сукоба изазваних завраном једног чартистичког скупа. Искористивши тај инцидент, влада је ухапсила још неке истакнуте чланове конвента. Те мере довеле су до избијања озбиљних немира у Бирмингаму 15. јула. Међутим, влада је угушила и тај устанак. 
Конвент се спремао да позове раднике у општи штрајк који је имао да почне 12. августа и да траје све дотле док чартисти не постигну остварење повеље. Разједињеност чланова конвента покопала је овај покушај штрајка. 
У Велсу се припремао оружани устанак. 4. новембра група радника покушала је да силом ослободи чартистичког вођу Винсента у Њупорту. У сукобу са реакцијом погинуло је десет чартиста. 
Да би дефинитивно скрхала покрет, влада је ухапсила и предала суду четрдесет и два највиђенија чартиста. Њима су изречене строге казне. О'Конор и О'Брајен осуђени су на по осамнаест месеци затвора. Свештеник Стефенс се овом приликом удаљио од покрета. 

## Нов успон чартизма
Нова индустријска криза у Енглеској (1841. и 1842. година) довела је до поновног јачања чартизма. 1842. година била је година највећег успона чартизма. Главни центар чартизма постао је Манчестер, највећи индустријски центар тадашње Енглеске. Тамо је у јулу 1840. године основано "Национално удружење чартиста" с извршним комитетом, месним секцијама и чланским улозима. За кратко време се број чартиста попео на четрдесет хиљада. То је била прва радничка партија у историји Енглеске. У партију су могли приступити сви који су се слагали са идејама чартизма.

## Друга национална петиција
Дана 12. априла 1842. године у Лондону је отворен други конвент чартиста. 2. маја донесена је друга петиција. Под њом је било 3.315,752 потписа. Ова петиција била је радикалнија по садржини и опширнија него прва. У њој су изложени економски захтеви, а посебно низ радничких захтева. 
Као и прва, и друга петиција је одбачена са 287 гласова против 49. Тада су чартисти издали паролу општег штрајка. 9. августа штрајк је захватио Манчестер, затим цео Ланкашир, Јоркшир, Стафордшир, па се пренео и у Велс. У многим местима власти су се служиле војском. Међутим, штрајк није успео јер чартисти нису имали одлучног вођу. Лондон и јужне грофовије нису пружиле подршку штрајкачима. Овај штрајк изазвао је нове владине репресалије. У октобру је 650 људи предато суду. Чартистички покрет је поново почео да слаби. 
Од 1843. године почело је слабљење чартизма. Велики број чланова излази из "Националног удружења чартиста". Руководилац је и даље био О'Конор који је ту улогу преузео по изласку из затвора 1847. године. Покрет је постојао још само три године, а за то време покрету је приступило 75 000 људи. 

## Нов успон чартизма и трећа петиција
Економска криза 1847. године довела је до подстрека за ново јачање чартизма. 1848. године у целој Енглеској су одржавани митинзи и демонстрације. У више места је дошло до сукоба демонстраната и војске. Чартисти су подржавали револуцију у Француској. 
За кратко време је прикупљено око пет милиона потписа за нову петицију. 3. априла се поново састао чартистички конвент. Они су намеравали да одрже грандиозну манифестацију до Лондона. Влада је на топрикупила војску од око 150.000 људи из редова буржоазије. 3. јула 1848. године одбијена је петиција, а демонстрације су завршене безуспешно. Конвент се растурио. Година се завршила са масовним хапшењима.

## Крај чартизма
После неуспеха из 1848. године и неуспеха револуција које су у континенталном делу Европе избиле исте године, чартисти губе веру у своју снагу. Покрет нагло слаби. Последња активност чартиста био је конгрес из 1854. године којим је председавао Ернест Џонс. Након тога, крајем педесетих година, чартизам дефинитивно силази са историјске сцене.